# Günter Selvers
Günter Selvers ist ein ehemaliger deutscher Basketballspieler.

## Laufbahn
Selvers spielte in der Jugend des SSV Hagen und wurde 1956 in die erste Herrenmannschaft aufgenommen. Für diese spielte er bis 1971, ab 1966 in der neugegründeten Basketball-Bundesliga. Nach dem Ende seiner Spielerzeit trainierte Selvers in Hagen Jugendmannschaften. 1981 wurde er mit der Sportehrenplakette des Stadtsportbund Hagen ausgezeichnet. Selvers studierte in Köln Latein und Sport und war beruflich als Lehrer tätig.